# Mathieu de Dombasle

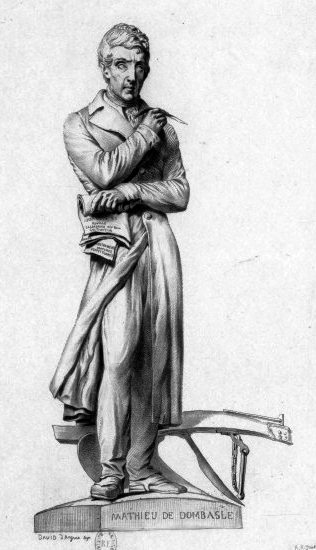
Mathieu de Dombasle

Mathieu de Dombasle (ur. 1777  – zm. 1843) – francuski agronom, pionier postępu w rolnictwie. W 1822 roku założył wyższą szkołę rolniczą w Roville. Skonstruował między innymi nowy typ pługa. Był członkiem Francuskiej Akademii Nauk.